# Linia kolejowa Britz – Fürstenberg
Linia kolejowa Britz – Fürstenberg – normalnotorowa lokalna linia kolejowa w Brandenburgii, w północno-wschodnich Niemczech. Otwarta w latach 1898-1899 trasa o długości 73 km prowadziła z Britz (koło Eberswalde) przez Templin do Fürstenberg. Od zakończenia ruchu pasażerskiego między Templin i Fürstenberg w 1996, odcinek ten jest używany w ruchu drezyn ręcznych. W 2006 ruch pasażerski z Joachimsthal do Templin również został zawieszony. Dzisiaj, oprócz skromnego ruchu towarowego do Milmersdorf, ruch pasażerski jest prowadzony wyłącznie na odcinku Eberswalde - Joachimsthal.